# Castelul Konopi din Odvoș

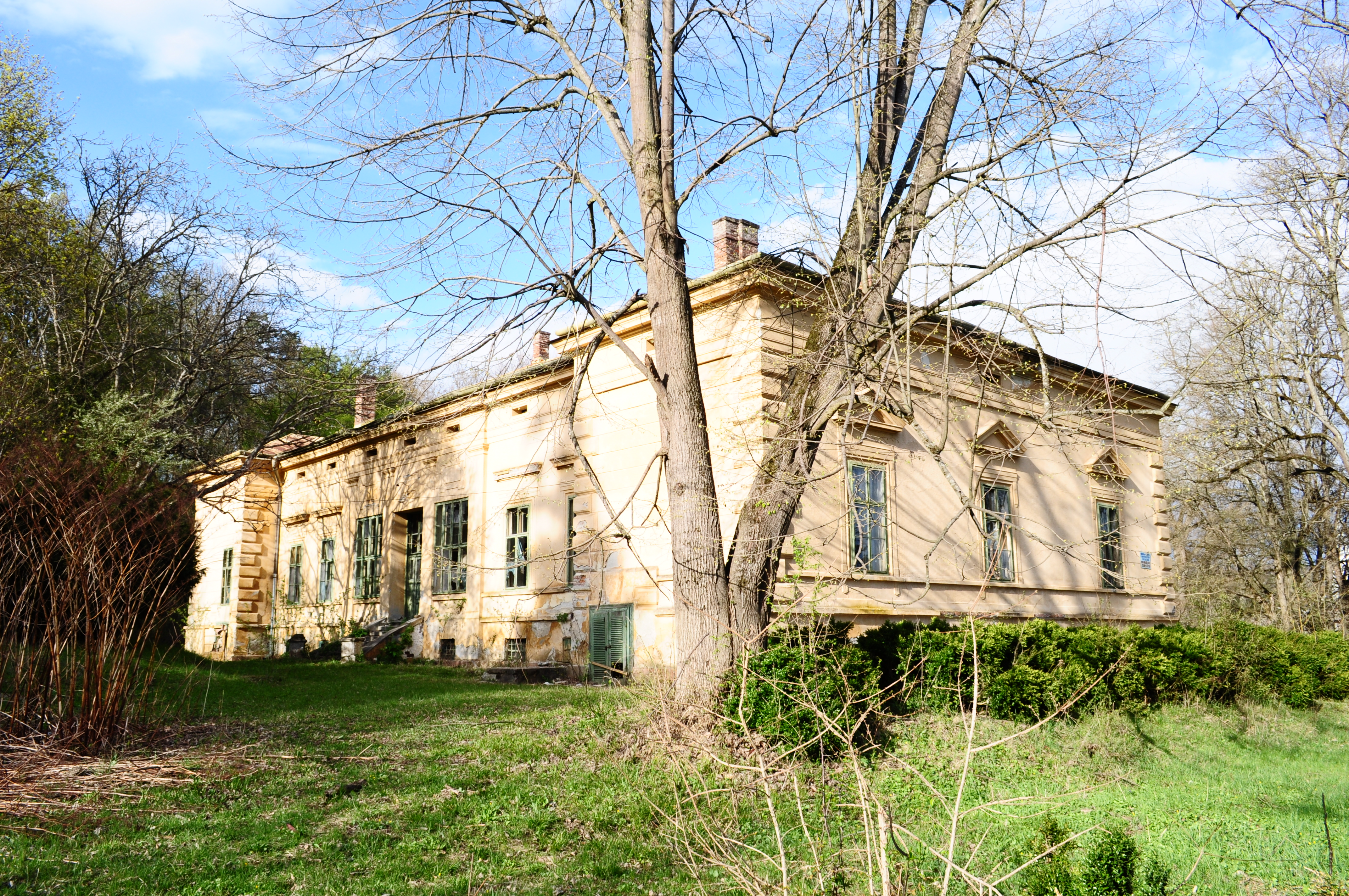
Castelul Konopi din Odvoș, comuna Conop, județul Arad, foto: aprilie 2012.

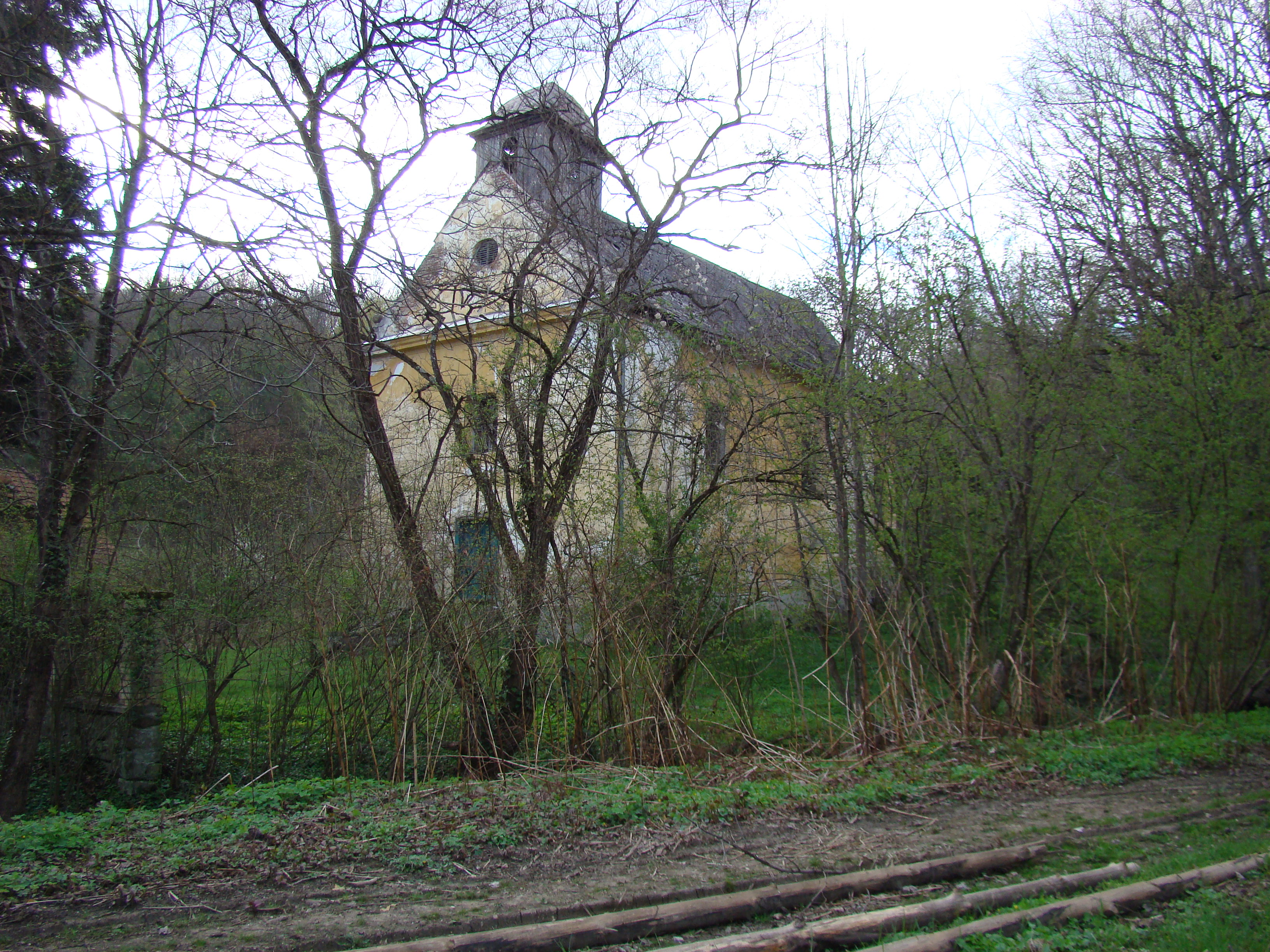
Capela

Castelul Konopi, este situat în județul Arad, la 50 de km de municipiul Arad, în localitatea Odvoș, ce ține de comuna Conop. Este monument istoric,  AR-II-a-B-00637.

## Istoric
A aparținut familiei nobiliare de origine maghiară Konopi, a cărui ultim urmaș Baronul Kálmán Konopi (n. 1880 – d. 1947), inginer și cercetător agricol (inventator al grâului de Conop), înfiază cu drepturi depline pe colaboratorul său György Lengyel, conferindu-i astfel și titlul de Baron. Castelul a fost naționalizat în anul 1948, împreună cu întreaga moșie în suprafață 556 ha pădure și teren arabil. Conacul s-a reîntors în proprietatea familiei Konopi-Lengyel în anul 2007. 

## Imagini

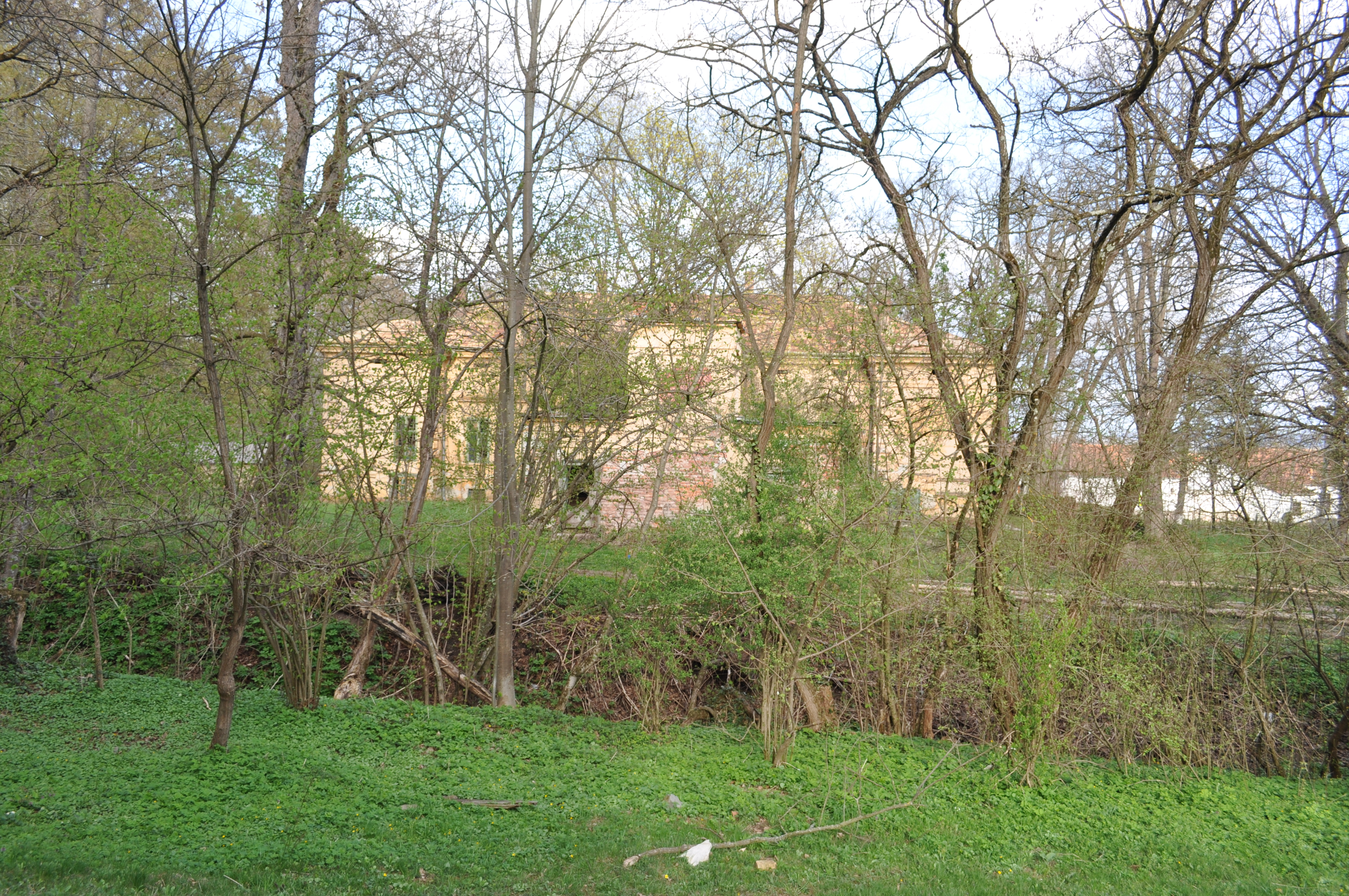
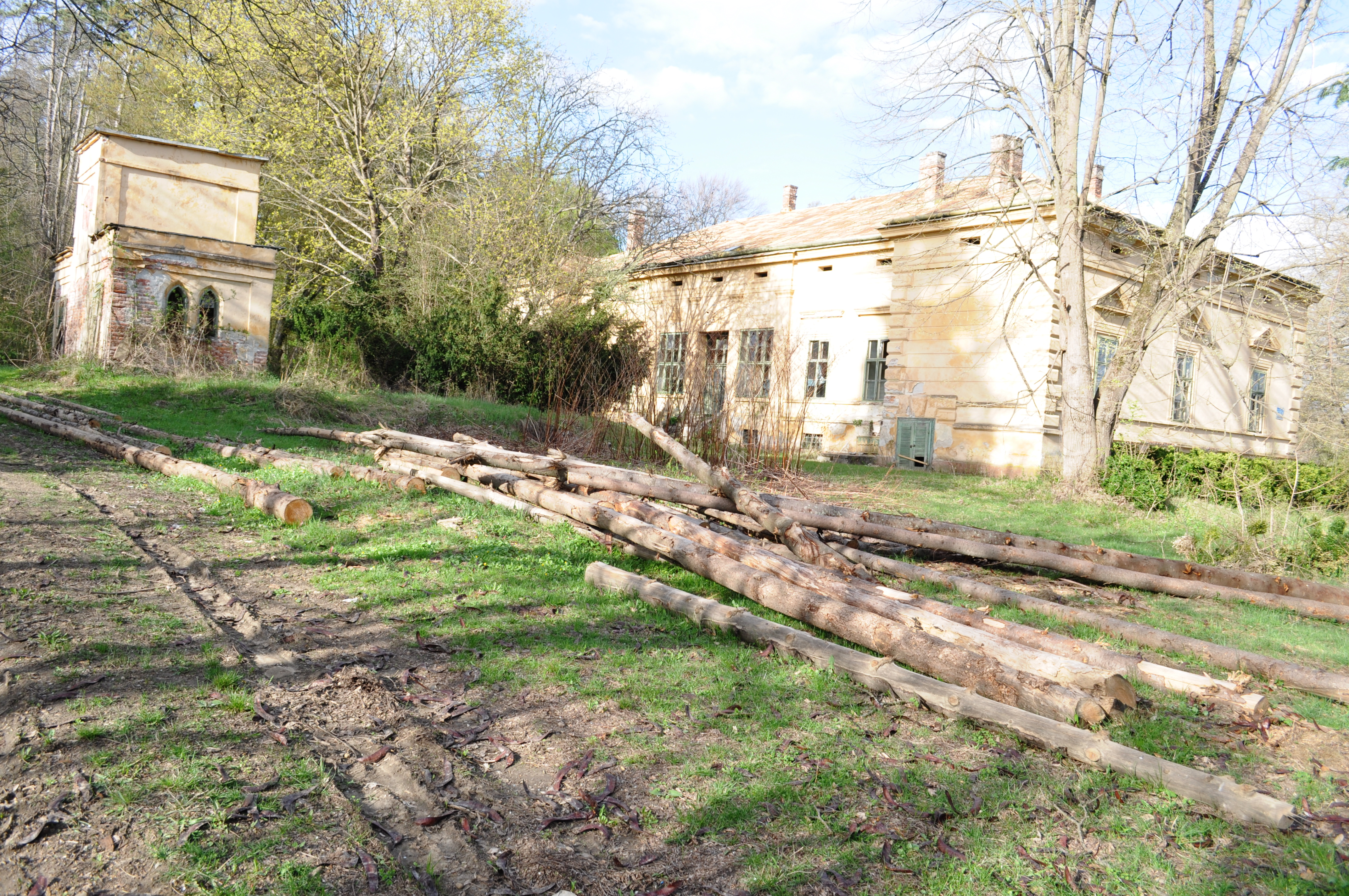
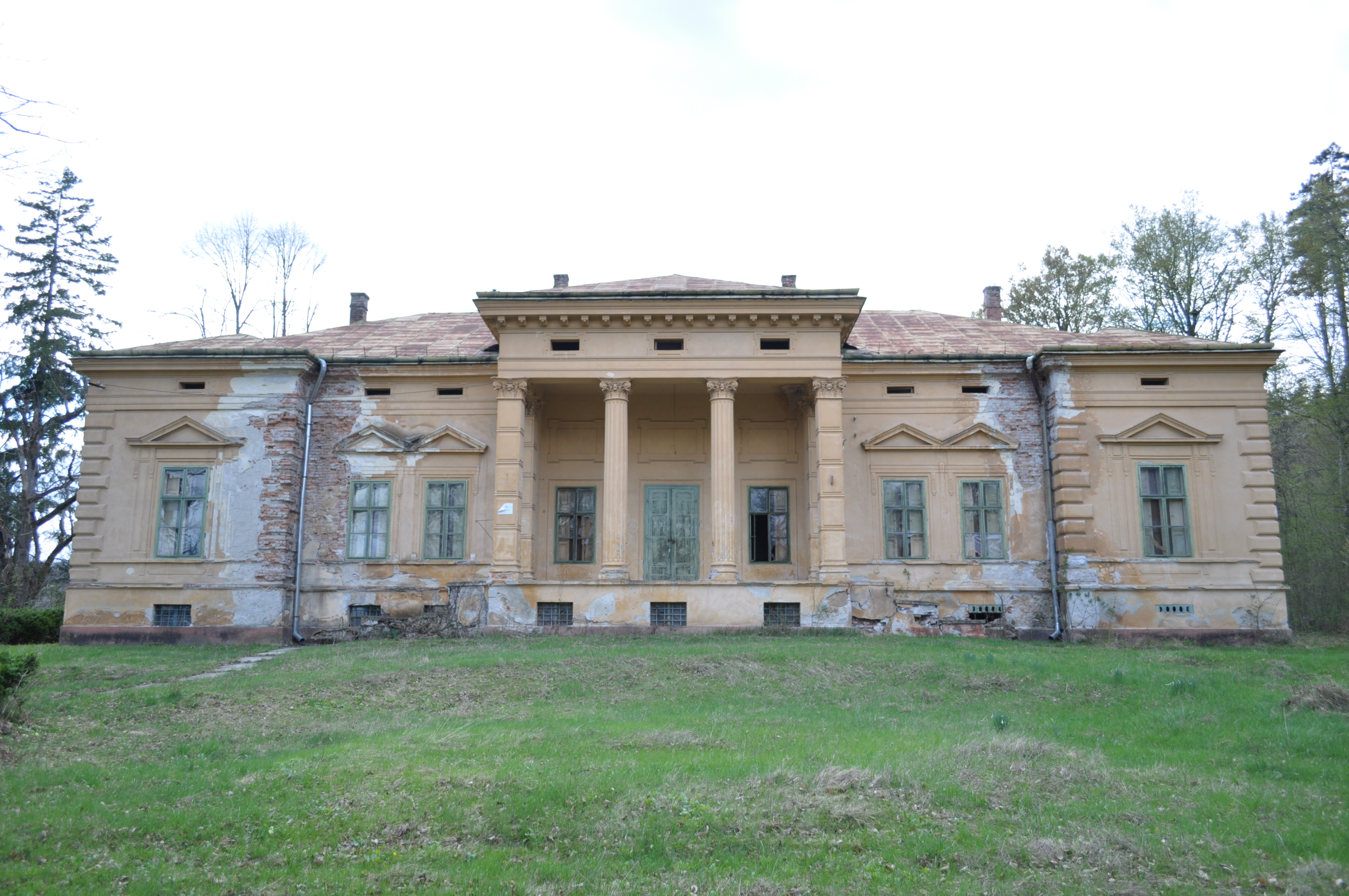
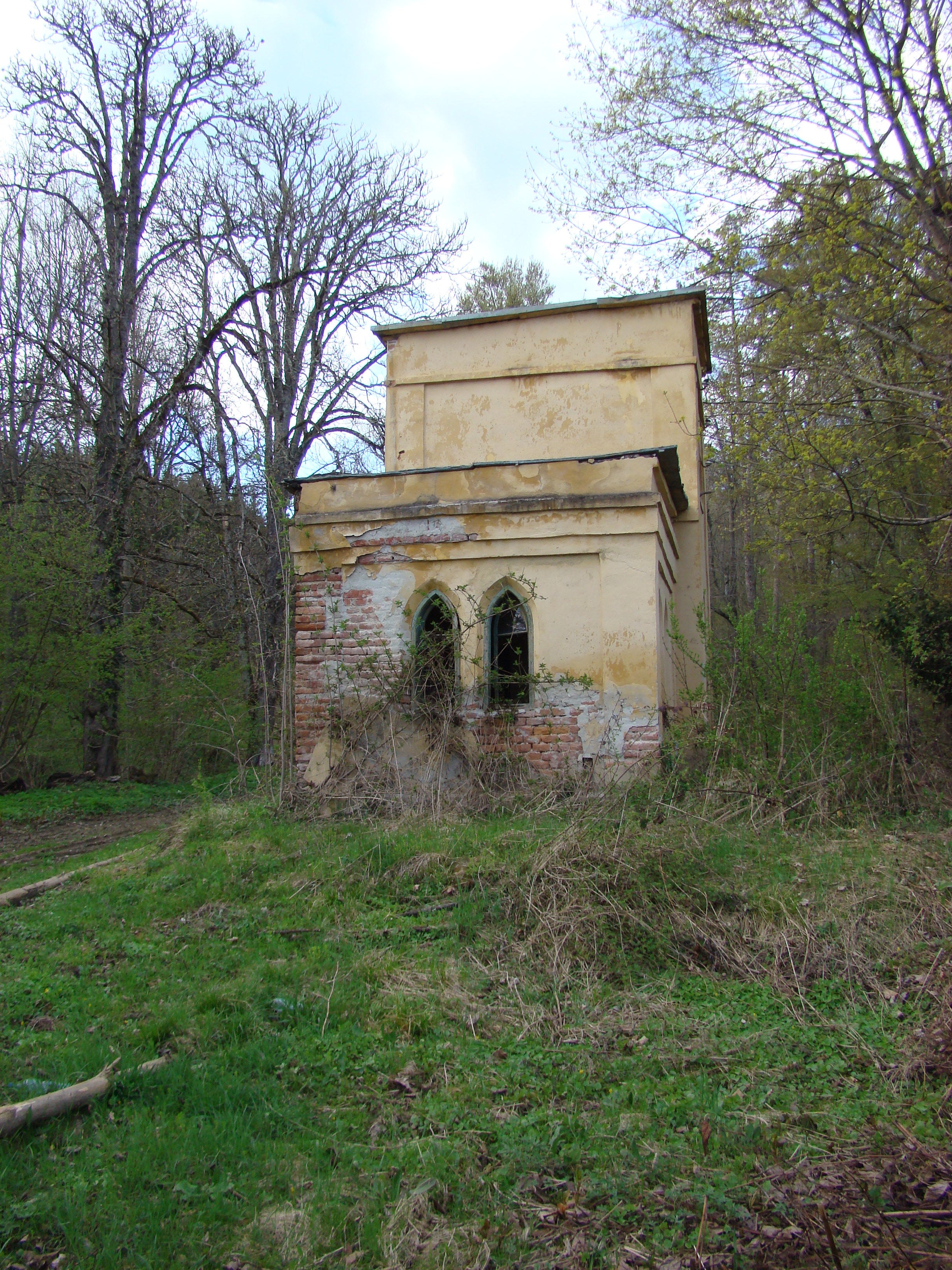
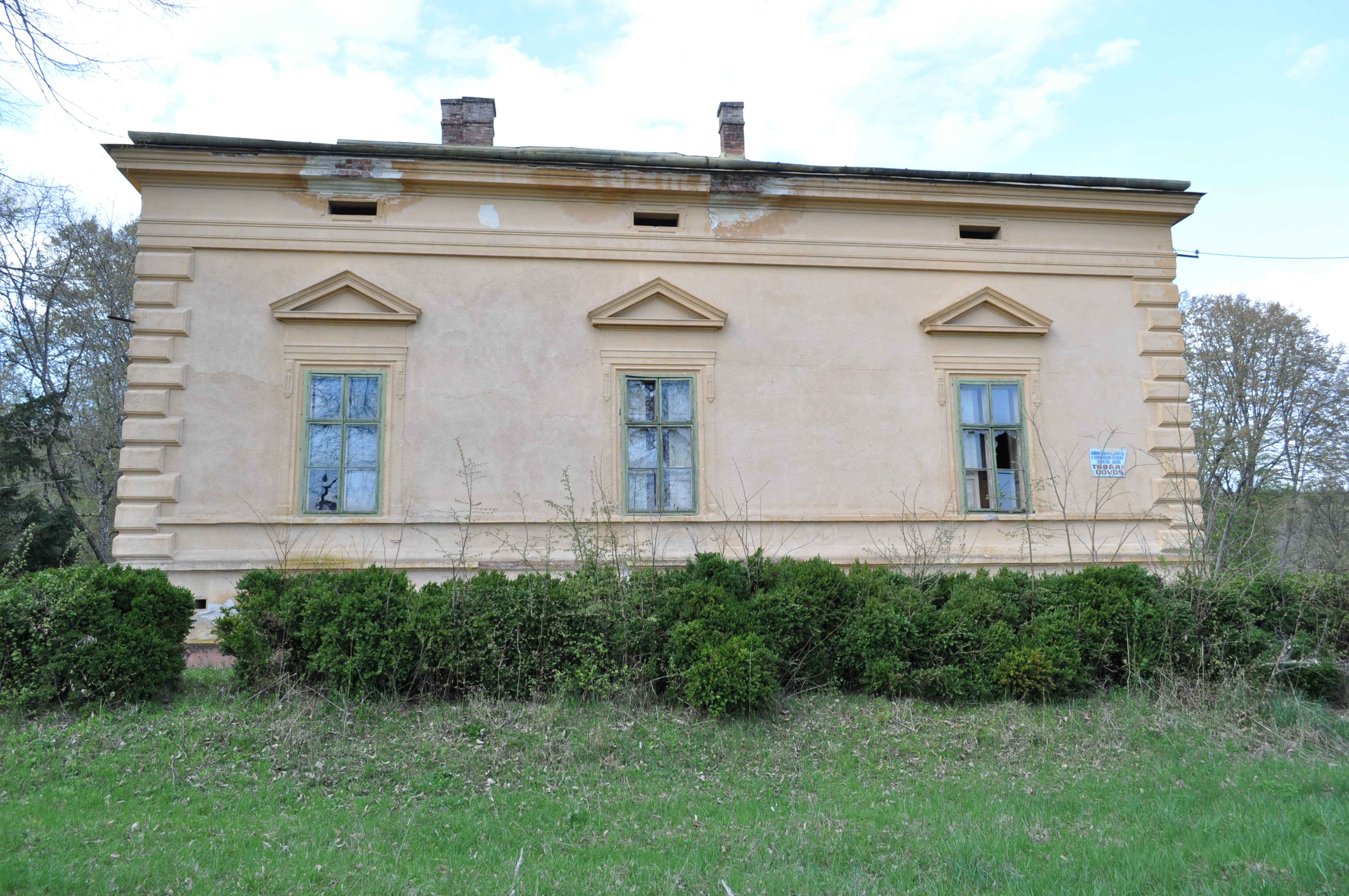
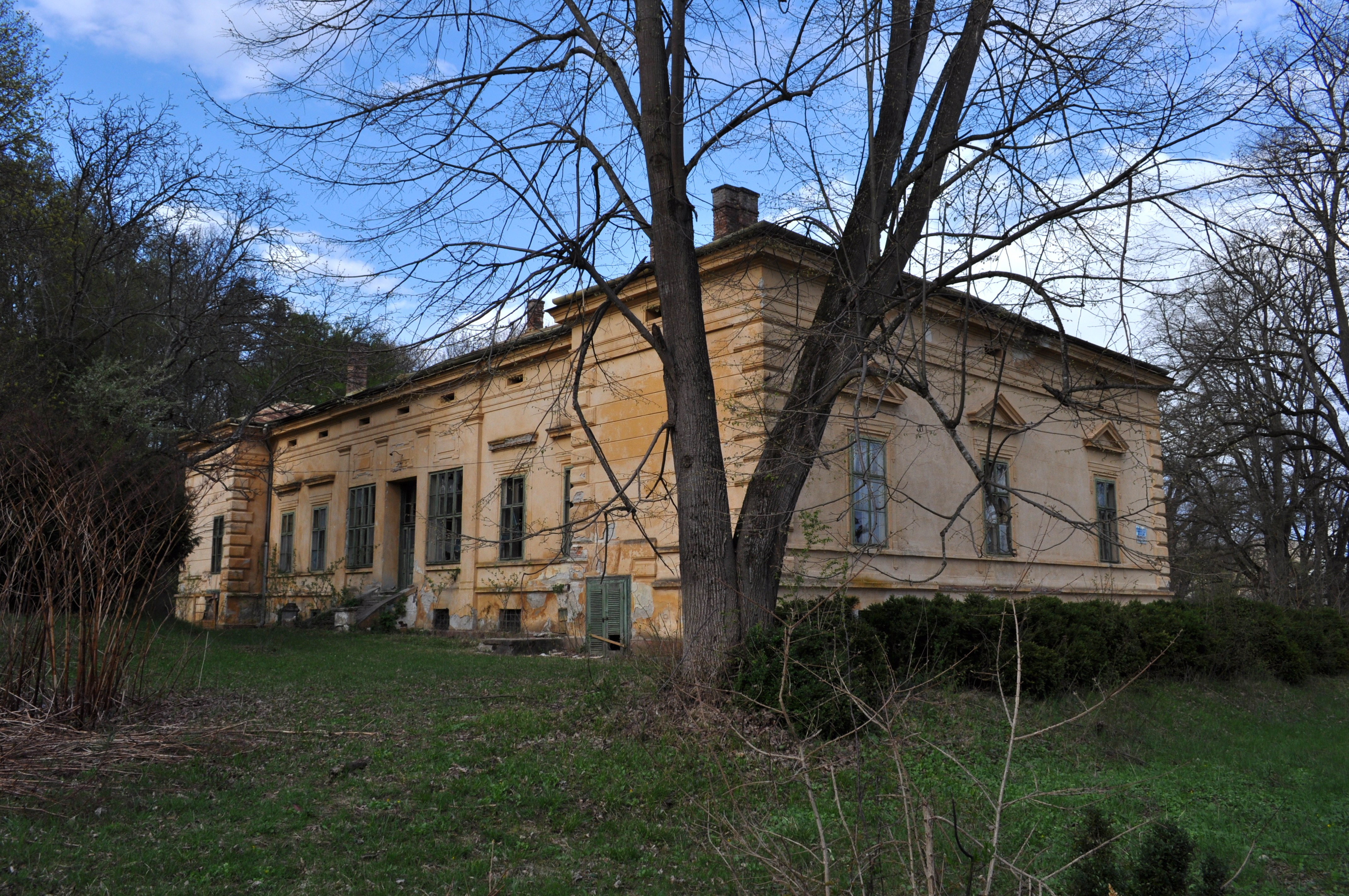
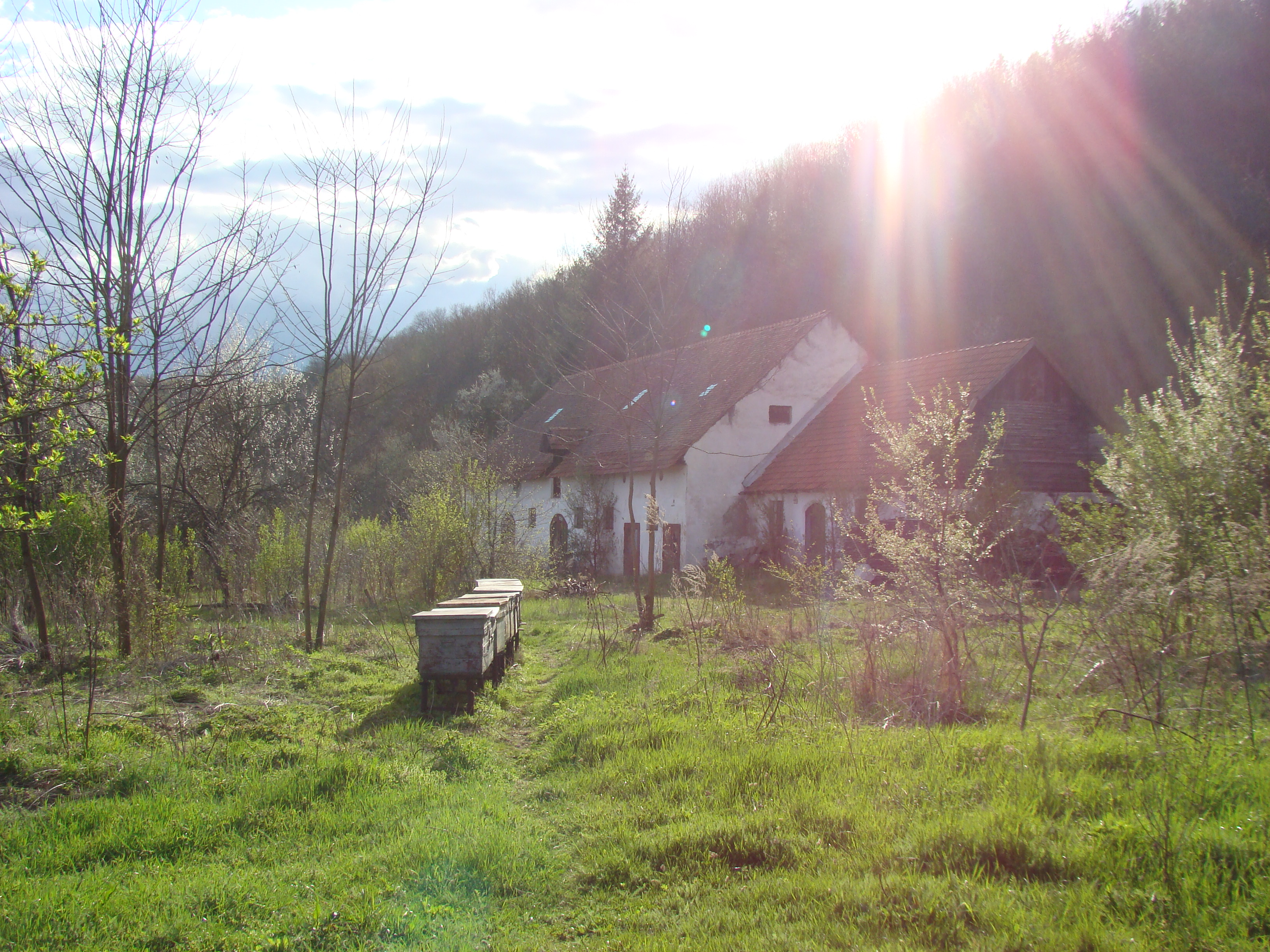
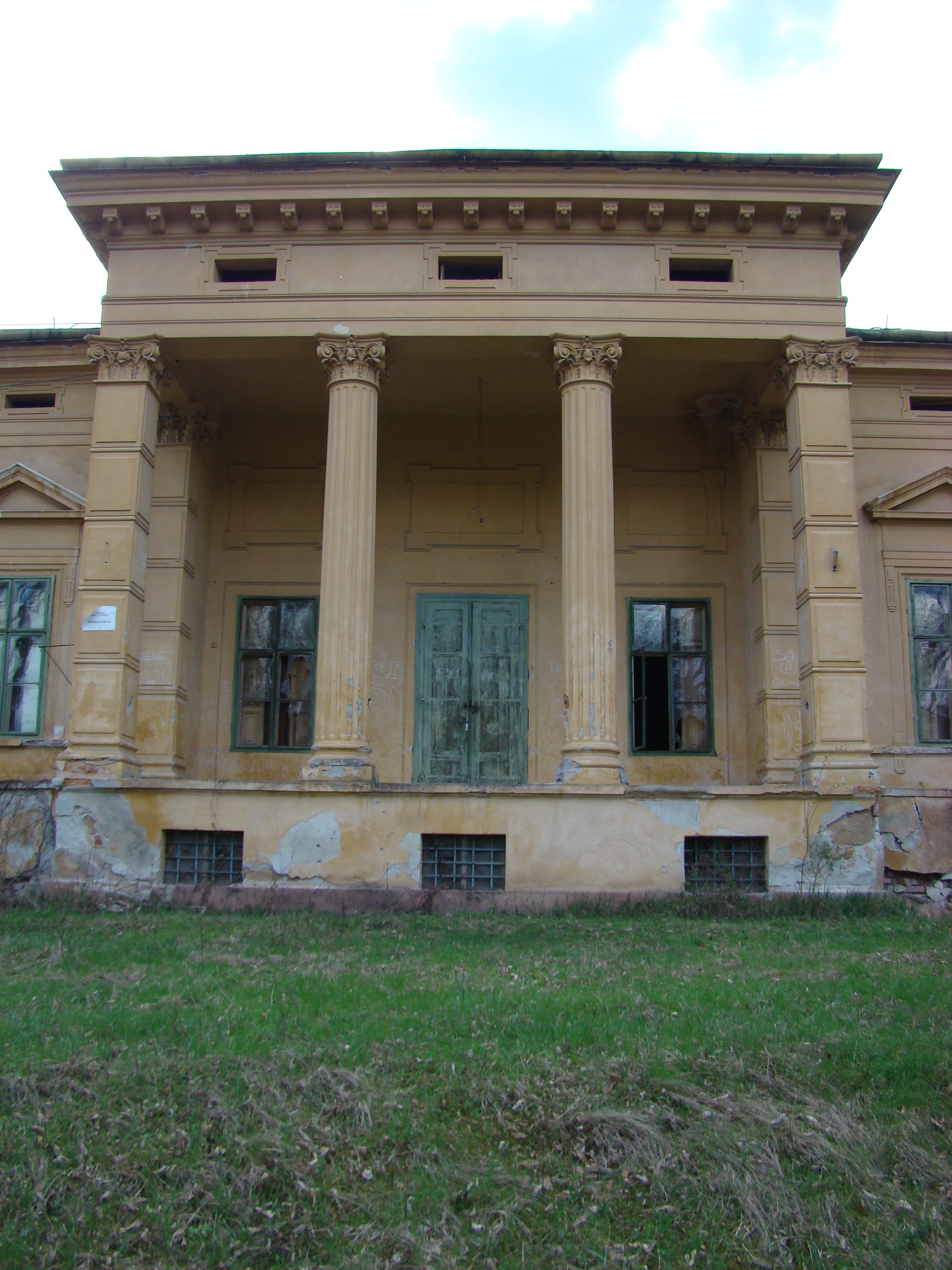
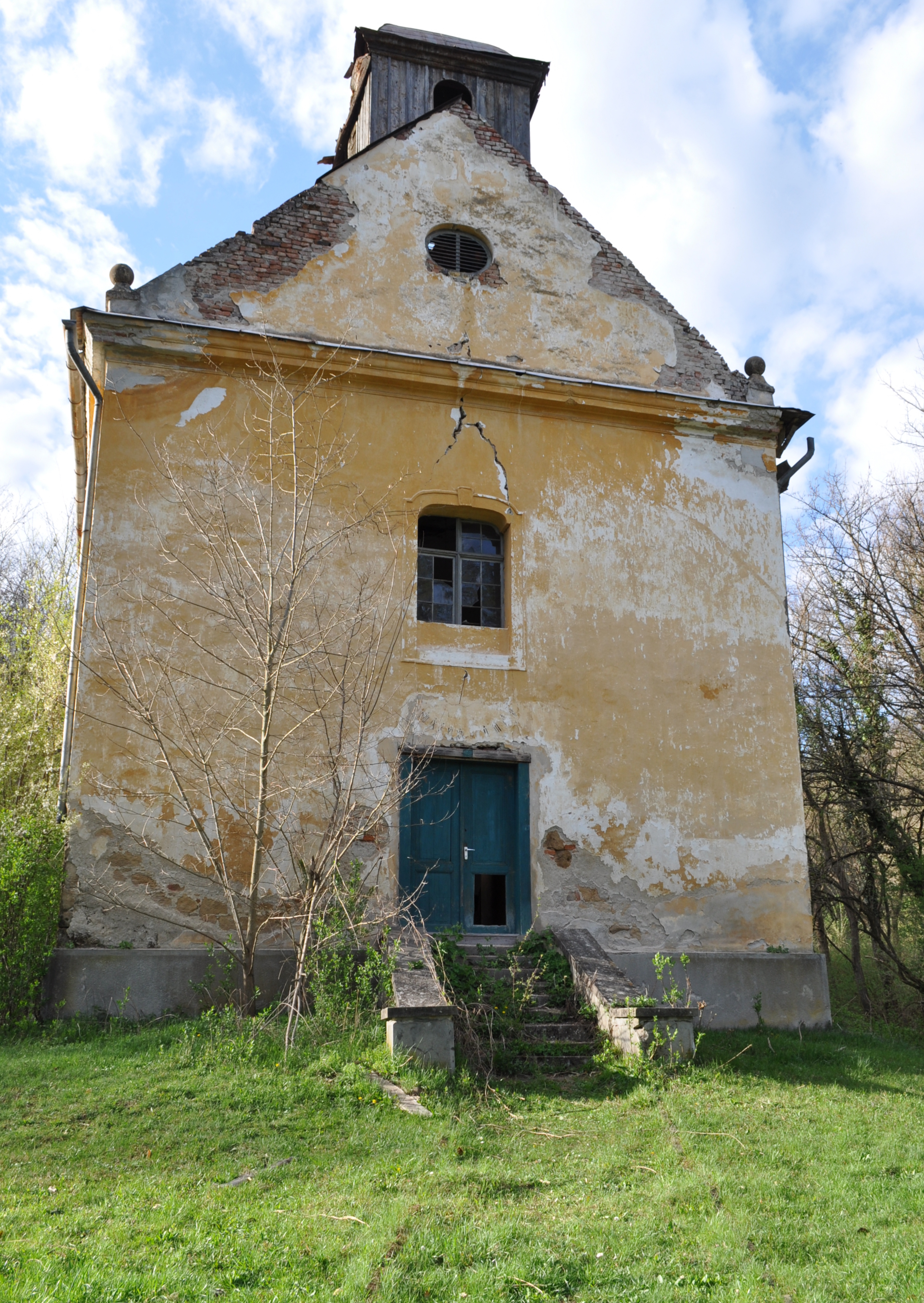
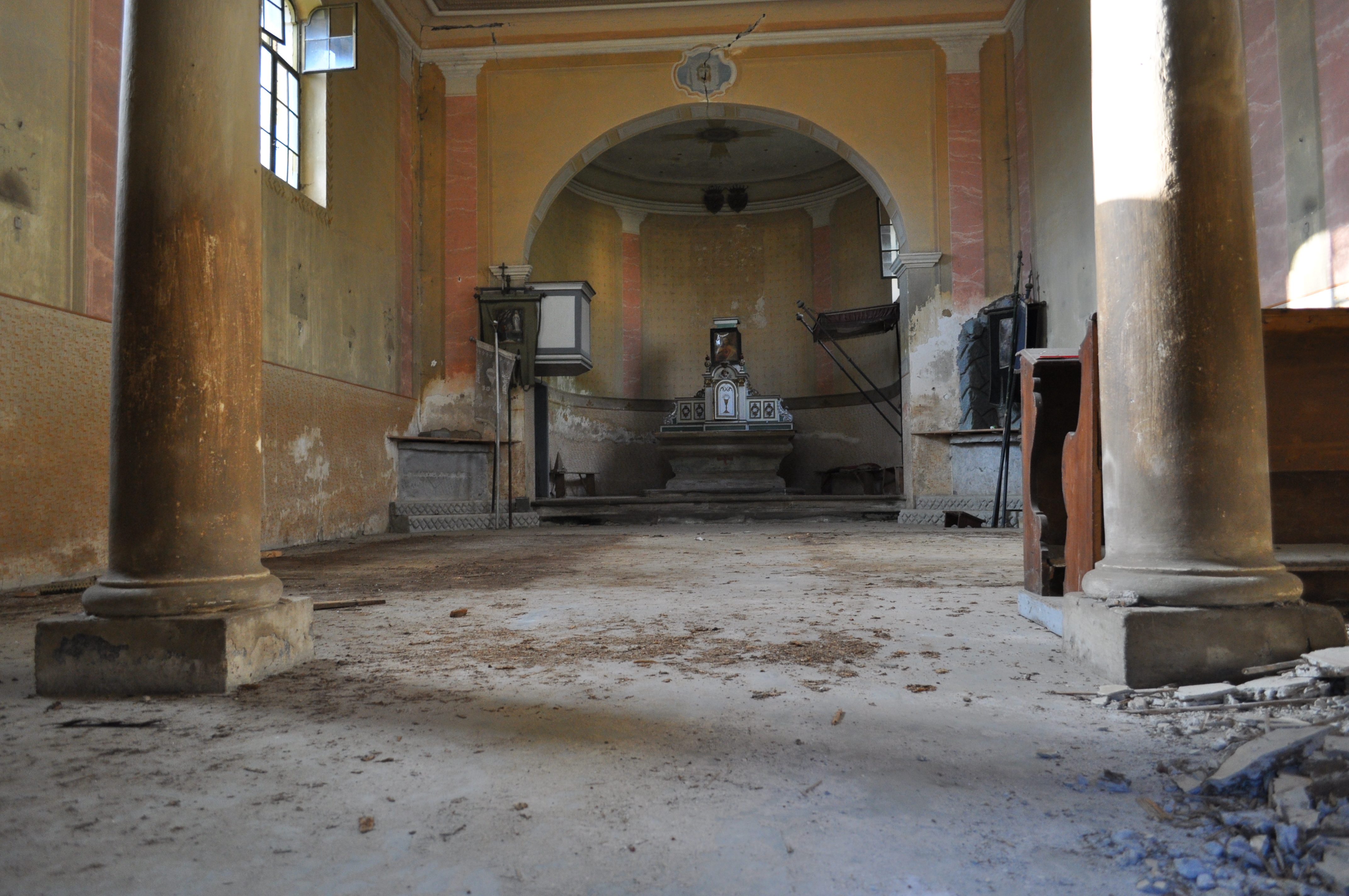